# Lucas Zurita
Lucas Martín Zurita (Buenos Aires, 19 de septiembre de 1980) es un entrenador de básquetbol argentino. Actualmente es el entrenador de Marinos de Anzoátegui de la Superliga Profesional de Baloncesto.

## Carrera

### Inicios
Zurita comenzó su carrera como entrenador en el club Ferro Carril Oeste pasando por todas sus categorías formativas. En el año 2005 se recibió de Profesor Nacional de Educación Física.

### Clubes

#### Club Atlético Lanús
Zurita llega a Lanús en el año 2008 de la mano de Álvaro Castiñeira para trabajar como segundo asistente. Además se hace cargo como entrenador de las divisiones formativas y de la cantera del club. Esa temporada el primer equipo asciende a la Liga Nacional.
Luego Zurita se desempeñaría por dos temporadas como asistente de Silvio Santander.

#### Oberá Tenis Club
En el año 2011 llega a Oberá Tenis Club de la Provincia de Misiones para hacerse cargo de la cantera del club y trabajar como asistente en el primer equipo que competía en el ex Torneo Nacional de Ascenso. Durante ese período también dirigió en diferentes categorías al Seleccionado de Misiones en campeonatos regionales y en varias oportunidades en el Campeonato Argentino de Selecciones.
Después de tres temporadas asume como entrenador principal del club. Su primera temporada, la 2014/15, finaliza en el 4.º puesto de la conferencia norte quedando eliminados contra San Isidro de San Francisco (Cba.) perdiendo la serie 3-2.
En su segunda temporada a cargo del equipo, finalizan en el 8.º puesto de la conferencia norte y quedan eliminados a manos de Tiro Federal de Morteros (Cba.) por 3-1.
En su última temporada en el Otc, finalizan en el 9.º puesto de la conferencia norte y son eliminados de la competencia una vez más por Tiro Federal de Morteros (Cba.), esta vez por 3-2.

#### C.D. Aba Ancud
Su primera experiencia internacional la tuvo en la temporada 2017/18 con C.D. Aba Ancud en Chile. Dirigió al primer equipo en la Liga Nacional terminando con un récord 25-16 y finalizando en el 3.er puesto de la conferencia sur. Ancud quedó eliminado contra Valdiva por 4-3 en semifinales de Conferencia.

#### C.D. Las Ánimas
El 7 de noviembre del 2018 firma con el C.D. Las Ánimas de la Liga Nacional de Chile.
Salen Campeones de la Copa Chile y obtienen medio cupo para participar de la próxima Liga Sudamericana de Clubes.
En la Liga Nacional finalizan en el primer puesto 5 fechas antes de que termine la fase regular y durante la competencia alcanzan el récord de 15 partidos ganados en forma consecutiva. El récord del equipo desde la llegada de Zurita fue de 18-4.
En el mes de enero del 2019 participan en la Liga de las Américas, venciendo en la primera jornada a San Martín de Corrientes de Argentina (segunda vez en la historia que un equipo Chileno vence a uno Argentino). En la segunda fecha le ganan a Mogi Das Cruzes, último subcampeón de la LDA y avanzan a las semifinales. Primera vez que un equipo chileno le gana a uno brasilero en la historia y también primera vez que un equipo chileno pasa a semifinales de LDA en la historia.
En semifinales juegan en Buenos Aires y pierden los 3 partidos a manos de San Lorenzo, Guaros de Lara y Capitanes de Arecibo.
Por la competencia local quedan eliminados contra C.D. Aba Ancud perdiendo en semifinales de conferencia por 4-3.
En septiembre de 2019 Zurita renueva su contrato y se hace cargo del fantasma animeño por una nueva temporada. Comienzan con un título saliendo campeones de la primera edición de la Supercopa.
En el mes de octubre, C.D. Las Ánimas participa de su segundo torneo internacional en su historia, esta vez disputando la Liga Sudamericana de Baloncesto. Le toca disputar el Grupo B con sede en San Pablo. Pierden sus dos primeros compromisos contra el local Corinthians y contra Ferro C. Oeste de Argentina. En la última jornada vencen a Defensor Sporting de Uruguay.
En la Liga Nacional vuelven a finalizar en el primer puesto 5 fechas antes de que termine la fase regular al igual que la temporada anterior con récord 24-8. La temporada se cancela debido al Covid-19 cuando C.D. Las Ánimas tenía que jugar la final de la Conferencia Sur.

#### Supersónicos de Miranda
El 22 de febrero del 2021, Supersónicos de Miranda, anuncia la contratación de Lucas Zurita para dirigir al equipo Mirandino en la segunda edición de la Superliga de Basquetbol de Venezuela.
Supersónicos finaliza en el 6° lugar, con récord 7-9, quedando a un partido de acceder a la Super Ronda.
En el mes de junio del 2022, Lucas Zurita regresa a Supersónicos de Miranda para hacerse cargo del equipo en la Superliga Profesional de Baloncesto.
El día 11 de agosto la comisión técnica de la SPB designa al coach Lucas Zurita como entrenador asistente del equipo de los importados para el Juego de las Estrellas de la SPB 2022.
El 21 de agosto Zurita deja de ser el entrenador de Supersónicos de Miranda.

#### Marinos de Anzoátegui
En el mes de enero del 2023, Lucas Zurita firma con Marinos de Anzoátegui de la Superliga Profesional de Baloncesto.

#### Soles de Mexicali
En el mes de Septiembre del 2023, Lucas Zurita llega por primera vez a México para desempeñarse como asistente técnico de Soles de Mexicali en la LNBP 2023.

#### Frayles de Guasave
En diciembre de 2023, Lucas Zurita es elegido como entrenador principal para dirigir a Frayles de Guasave en la CIBACOPA 2024.

## Trayectoria
| Temporada | Equipo                  | País      | Liga     |
| 2014/15   | Oberá Tenis Club        | Argentina | TNA      |
| 2015/16   | Oberá Tenis Club        | Argentina | TNA      |
| 2016/17   | Oberá Tenis Club        | Argentina | TNA      |
| 2017/18   | C.D. Aba Ancud          | Chile     | LNB      |
| 2018/19   | C.D. Las Ánimas         | Chile     | LNB      |
| 2019/20   | C.D. Las Ánimas         | Chile     | LNB      |
| 2021      | Supersónicos de Miranda | Venezuela | SPB      |
| 2022      | Supersónicos de Miranda | Venezuela | SPB      |
| 2023      | Marinos de Anzoátegui   | Venezuela | SPB      |
| 2023      | Soles de Mexicali       | México    | LNBP     |
| 2024      | Frayles de Guasave      | México    | CIBACOPA |

## Palmarés

### Campeonatos nacionales
| Título     | Club            | País  | Temporada |
| ---------- | --------------- | ----- | --------- |
| Copa Chile | C.D. Las Ánimas | Chile | 2018/19   |
| Supercopa  | C.D. Las Ánimas | Chile | 2019/20   |